# Jean-François-Xavier Pugnet
Pour les articles homonymes, voir Pugnet.
Jean-François-Xavier Pugnet, né le 16 janvier 1765 à Lyon et mort le 24 novembre 1846 à Bienne, est un médecin militaire et épidémiologiste français.

## Biographie
Le père de Pugnet, marchand de toile, le fit entrer comme petit clerc, à l’âge de quatorze ans, dans une étude de notaire, mais Pugnet se lassa bien vite de ce genre de travail. Contre l’avis de sa famille, il quitta le notariat pour l’enseignement. Dès l’an Il, il fut l’un des auditeurs assidus de Marie-Antoine Petit, qui le prit chez lui, en l’an IV, en qualité d’élève particulier, lui fournissant les moyens d’améliorer sa situation matérielle en l’emmenant comme aide chez ses clients et en lui abandonnant même certaines de ses visites. Tout en se formant ainsi à la pratique de l’art, Pugnet appliqua sa connaissance du latin à une traduction française augmentée de notes des Institutions physiologiques de Blumenbach (Lyon, Ruymann et Cie, 1797, 1 vol. in-8°).
Avec les économies qu'il avait pu faire auprès de Petit et les 1 200 francs que lui avait rapportés son ouvrage, Pugnet alla, en l’an VI, se perfectionner à l’École de Médecine de Montpellier. Incertain encore de son avenir à l’époque des préparatifs de l’expédition d’Égypte, Pugnet partit comme médecin ordinaire requis, et sa situation fut bientôt régularisée à Alexandrie où, le 15 germinal an VI, il fut nommé médecin ordinaire requis à l’armée de la Méditerranée. Affecté à l’hôpital de Rosette, puis à celui du Caire, il y soigna des ophtalmies, des dysenteries, jusqu’à ce qu’éclate la peste bubonique dans l’armée au cours du siège de Saint-Jean d’Acre. Placé directement sous les ordres de Desgenettes, il s’installa autour de trois cents moribonds dans le couvent du Mont-Carmel, et se signala à la fois par son courage et par sa science en étudiant et soignant avec sollicitude les malades pendant quarante jours alors que ses collègues, Auriol et Saint-Ours, Vallat, Bruant et Dewèvre avaient succombé. Bonaparte lui-même fut frappé de la conduite de cet obscur officier de santé et l’invita, avec Desgenettes, à diner sous sa tente après qu’il lui eût envoyé une lettre le critiquant et lui fit allouer, peu après 23 prairial an VIII, une gratification de 400 francs pour services exceptionnels. Désirant comparer la peste qu’il avait observée en Égypte à la fièvre jaune qui sévissait alors en Amérique, Pugnet demanda à être médecin en chef aux Antilles. Il en ramena l’Histoire de la contagion pestilentielle qui s’est développée pendant le cours du premier semestre de l’an 8, puis les Notes sur la peste observée au Caire en l’an IX, ajoutées à la monographie de l’an VII pour former le volume intitulé : Mémoires sur les fièvres pestilentielles et insidieuses du Levant avec un aperçu physique et médical du pays publié à Lyon et Paris en 1802 et dédié au premier Consul (1 vol. in-8° de 266 p.) En 1804, Pugnet ajouta aux exemplaires non placés de son livre de 1802 un supplément de 142 pages, et l’ouvrage ainsi complété reparaissait sous le titre de Mémoires sur les fièvres de mauvais caractère du Levant et des Antilles, avec un aperçu physique et médical du Pays et un essai sur la topographie de Sainte-Lucie (Lyon et Paris, an XII, 1805, 1 vol. 8°).
Fait prisonnier par les Anglais, il avait été emmené en Angleterre puis renvoyé six mois plus tard à Morlaix après donné sa parole d’honneur de ne plus combattre les Anglais. À peine rentré, il acheva son volume. Il reçut la Légion d’honneur nouvellement créée et fut fait membre des sociétés de Médecine de Montpellier et de Lyon, associé de l’Académie des Sciences, Arts et Belles-Lettres de cette même ville et correspondant de la Société de Médecine de Paris. Ayant passé sa thèse de doctorat en médecine le 16 ventôse an XII, il avait été nommé quelques jours plus tôt médecin dans l’un des hôpitaux sédentaires de l’armée des côtes de l’Océan et envoyé au quartier général à Saint-Omer et de là à l’hôpital de Calais. Le 25 messidor suivant, il fut nommé à Dunkerque, poste qu’il devait conserver 17 ans jusqu’à sa retraite. Là, comme en Orient et aux Antilles, son dévouement aux pauvres et aux humbles le rendit bientôt très populaire. Chaque jour, il passait cinq heures à l’hôpital où il s’occupait des moindres détails. Le 1er octobre 1806, il épousa une Suissesse de 24 ans, Elisabeth Marguerite Moser, dont il eut deux enfants.
Mis à la retraite le 1er août 1821 avec une pension de 1 800 francs. On ne saurait rien ajouter à un hommage aussi éclatant. Pugnet se retira dans la patrie de sa femme, dont la santé chancelante l’inquiétait déjà beaucoup. Elle mourut quelque temps après, lui laissant une fille dont l’éducation fut dès lors son principal souci. Il partageait le reste de son temps entre la philosophie qu’il avait jadis enseignée et la pathologie qui l’intéressait toujours. Parmi ses derniers écrits, on compte un ouvrage en deux volumes publié en 1837 sous le titre : Nouveaux éléments de médecine, et une dissertation intitulée Ce que nous observons être un changement dans l’application de nos facultés à nos besoins n’est-ce pas une progression soutenue de l’espèce humaine vers un perfectionnement défini ? à laquelle il donne une réponse monogéniste.
Pugnet conserva jusqu’à la vieillesse toute son intelligence, mais il paya de la cécité ses travaux d’Égypte. Quoique affaibli par l’âge, il était encore consulté par une foule de malades, qu’il ne refusa jamais d’accueillir et l’on cite Casimir Perier parmi ses clients de la dernière heure qui le consultaient.

## Sources
- Bulletin de la Société française d’histoire de la médecine, vol. 7-8, 1908, p. 30-48.